# Wright-Färbung
Die Wright-Färbung ist eine histologische Färbung zur Darstellung und Unterscheidung von unterschiedlichen Blutzellen.

## Eigenschaften
Die Wright-Färbung wird vor allem für Blutausstriche und Knochenmarkbiopsien verwendet. Dabei werden die Zellkerne angefärbt. Enthaltene Farbstoffe sind Methylenblau und Eosin Y oder Eosin B. Das Methylenblau färbt Nukleinsäuren wie z. B. Chromosomen, weshalb die Wright-Färbung auch zur Zytodiagnostik verwendet wird. Das Eosin färbt basische Bereiche innerhalb der Zellen wie z. B. DNA-bindende Proteine.

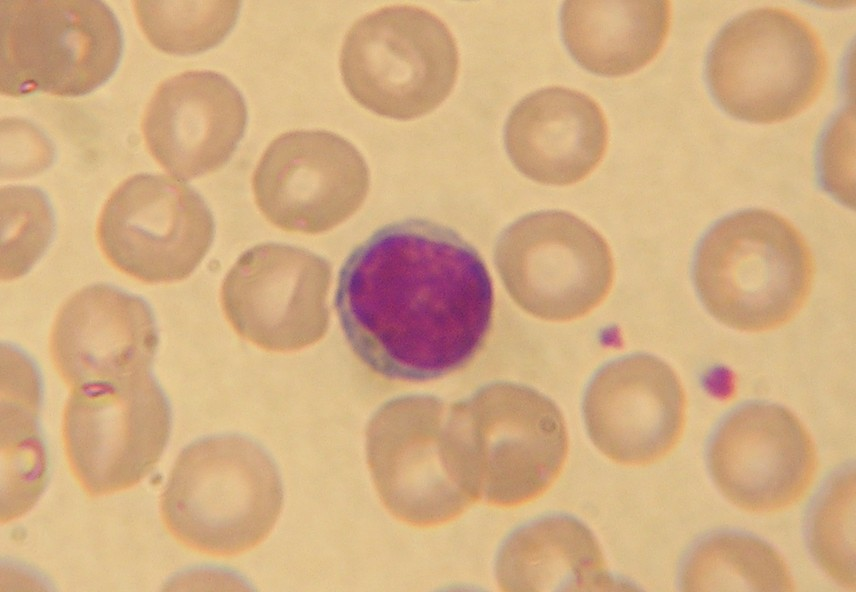
Lymphozyt nach Wright gefärbt
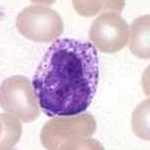
Basophiler Granulozyt nach Wright gefärbt
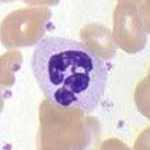
Neutrophiler Granulozyt nach Wright gefärbt

Varianten der Wright-Färbung sind die gepufferte Wright-Färbung, die Wright-Giemsa-Färbung und die gepufferte Wright-Giemsa-Färbung. Eine Alternative zur Wright-Färbung ist die May-Grünwald-Färbung und die Pappenheim-Färbung. Die schnellere Wright-Färbung ist im englischen Sprachraum verbreiteter, während in Europa die Pappenheim-Färbung und die Hemacolor-Färbung häufiger verwendet wird.

## Geschichte
Die Wright-Färbung wurde 1902 von James Homer Wright entwickelt. Sie ist eine Variante der Romanowsky-Färbung.